# Альф Людтке
Альф Людтке (нім. Alf Lüdtke, 18 жовтня 1943, Дрезден — 29 січня 2019, Геттінген) — історик і провідний німецький представник історії повсякдення (нім. Alltagsgeschichte). Разом з Гансом Медиком Альфа Людтке можна вважати засновником Історії повсякдення, форми мікроісторії, яка була особливо популярна серед німецьких істориків 1980-х років. Його основними сферами наукових інтересів були соціальна практика, урядове насильство, форми участі та погодження в європейських диктатурах XX століття, а також пам'ять і форми увічнення, що протистоять війнам і геноцидам у сучасну епоху.

## Життєпис
Альф Людтке народився 18 жовтня 1943 року в Дрездені, проте вже у трирічному віці через військові дії у місті сім'я була вимушена переїхати до Леєра, де його батько викладав у гімназії. Альф захопився веслуванням, проходив військову службу, вивчав історію разом із соціологією та філософією в Тюбінгені (1965-1972, магістратура 1974). 1965 року він зустрів Хельгу Мюллер, з якою одружився через три роки. 1973 року у них народилася спільна донька.
З 1975 року він пропрацював більше 30 років в позауніверситетському науково-дослідному Інституті Макса-Планка в Геттінгені.
Разом з іншими науковцями Альф заснував міждисциплінарну групу істориків та антропологів, які зібралися в серії круглих столів у Геттінгені, Парижі, Бад-Гомбурзі та Белладжіо. З цих зустрічей було опубліковано кілька томів доповідей.
Попри те, що більшість колег Альфа були зосередженні на історії ранньомодерної Європи, Альф розробив власну програму досліджень. Свої ідеї він розвинув у двох великих і досить складних ранніх есе, опублікованих у марксистському журналі Gesellschaft. Альф стверджував, що нацистський режим слід вивчати в контексті прусського минулого феодальних великих землевласників і державної бюрократії. Його теза ґрунтувалася на ідеї, що популярні ідеології слід розглядати не як новаторську відповідь на виклики часу, а як комбінації ідей, які вважаються самоочевидними для суспільства. Тобто аналіз націонал-соціалізму не стосується сукупности лінійно-причинно пов'язаних факторів, а включає в себе різноманітний взаємозв'язок окремих процесів, що випливають із «сукупности життєвої згуртованости суспільства». На думку Альфа Людтке для розуміння сучасних подій першочерговим є аналіз «традиційних» відносин.
Отримав ступінь доктора в університеті Констанца 1980 року. Хоча на початку 1980-х у Альфа діагностували рак щитоподібної залози — хворобу, з якою він боровся до самої смерті, — він почав бурхливу кар'єру в публікаціях, зокрема як автор статей і як редактор збірних томів. У дисертації Людтке «Gemeinwohl, Polizei und Festungspraxis» аналізується практика урядового насильства в Пруссії на початку 19 століття. Одна з його статей «Роль державного насильства в період переходу до промислового капіталізму: приклад Пруссії з4 1815 по 1848 рік» була опублікована в «Соціальній історії» 1979 року. Його стаття описує ідею про те, що державне насильство за феодальної системи було необхідним для встановлення контролю серед прусського робітничого класу, щоб підготувати його до іншої структури капіталістичного суспільства. Людтке цікавився, як пов'язані між собою розвиток держави із розвитком капіталізму.
1988 року він здобув кваліфікацію у галузях «Нова історія» (Neuere Geschichte) та «Новітня історія» (Zeitgeschichte) на факультеті гуманітарних і соціальних наук Ганноверського університету, де згодом викладав історію з 1989 по 1999 рік. 1995 року був призначений екстраординарним професором у Ганновері, а 1999 року професором Ерфуртського університету . У Ерфурті Людтке був почесним професором історичної антропології з 2008 року. З 1975 року Людтке працював в Інституті історії Макса Планка в Геттінгені. 1999 року Альф Людтке і Ганс Медік заснували Arbeitsstelle für Historische Anthropologie (Відділ історичної антропології) Інституту історії Макса Планка в Ерфуртському університеті.
З 1980-х років Людтке регулярно підтримує наукові контакти у Франції та США, зокрема через Міжнародний круглий стіл з історії та антропології. З початку 1990-х був регулярно запрошеним професором історичних семінарів Мічиганського та Чиказького університетів . Наприкінці 1990-х років з'явилися перші контакти з Південною Кореєю, які переросли в регулярні наукові обміни. Починаючи з 2005 року Людтке брав участь у конференціях з масової диктатури в Дослідницькому інституті порівняльної культури та історії (RICH) у Сеулі. З листопада 2008 року по серпень 2013 року проводив семінари та практикуми в Південній Кореї в рамках програми «Університет світового класу» Корейського національного дослідницького фонду.
З 2011 року Людтке був членом робочої групи Erfurter RaumZeit-Forschung, з 2014 року був стипендіатом Internationales Geisteswissenschaftliches Kolleg «Цикл роботи та життя у глобальній перспективі» Берлінського університету Гумбольдта .
Людтке був засновником і редактором журналу Sozialwissenschaftliche Informationen, а також співзасновником і співредактором журналів Werkstatt Geschichte, Historische Anthropologie, Kultur — Gesellschaft — Alltag.
Людтке поєднував питання соціології, етнології та антропології з питаннями історії. Особливо своїми дослідженнями про життєвий світ промислових робітників і так званих «звичайних» людей він дав поштовх німецькій та міжнародній історичній науці. Його останні дослідницькі проекти були: Блокування та проходи: Grenzübergangsstellen [прикордонні контрольно-пропускні пункти] НДР, війна як робота та останній стан транснаціональної історіографії .
За три місяці до його смерті, 26 жовтня 2018 року, друзі та колеги організували симпозіум на честь його сімдесят п'ятого дня народження. Альф виглядав схудлим, але все ще живим. Ніхто з присутніх не думав, що він так скоро відійде.

## Вибрані роботи

### Монографії
- «Gemeinwohl», Polizei und «Festungspraxis». Inere Verwaltung und staatliche Gewaltsamkeit in Preußen, 1815-50. (переглянута дисертація.), Геттінген 1982. (Поліція і держава в Пруссії, 1815—1850. Кембридж, Нью-Йорк, 1989)
- (Deutscher Textilarbeiterverband, Hauptvorstand/Arbeiterinnensekretariat:) Mein Arbeitstag, mein Wochenende; Arbeiterinnen berichten von ihrem Alltag [Берлін, о. Дж. (1930?)], AL (Ред., Вступ), Ergebnisse Verlag, Гамбург, 1991. факсиміле.
- Ейген-Сінн. Fabrikalltag, Arbeitererfahrungen und Politik vom Kaiserreich bis in den Faschismus. Ergebnisse Verlag, Гамбург 1993 (10 есе).

Містить серед іншого: Lohn, Pausen, Neckereien: ‚'Eigensinn' und Politik bei Fabrikarbeitern in Deutschland um 1900, (S. 120—160), Wo blieb die 'rote Glut'? Arbeitererfahrungen und deutscher Faschismus (S. 221—282), «Ehre der Arbeit»; Industriearbeiter und die Macht der Symbole, Zur Reichweite symbolischer Orientierung im Nationalsozialismus (стор. 283—350) та переглянута та розширена інавгураційна лекція від 10 травня 1989 року: Arbeit, Arbeitserfahrung und Arbeiter (1-4.4035)
- Des ouvriers dans l'Allemagne du XXe siècle. Le quotidien des dictatures. Париж 2000.
- Публікація «Aufschreibebuch» Пауля Майка (працівника на сталеплавильному заводі Круппа в Ессені, 1919—1956), див. також Альф Людтке: Час письма — використання простору. Зошит робітника на сталеливарному заводі Круппа — приклад 1920-х років, в: Історичні соціальні дослідження (HSR) vol. 39 (2013), вип. 3, с. 216–228.

### Збірні томи
- Alltagsgeschichte. Zur Rekonstruktion historischer Erfahrungen und Lebensweisen. Франкфурт, 1989 (Histoire du quotidien. Париж 1994. Історія повсякденного життя. Реконструкція історичного досвіду та способу життя. Прінстон, 1995 рік. Ilsangsaran muotinga? Сеул 2002).
- Herrschaft als soziale Praxis. Historische und sozialanthropologische Studien. Геттінген 1991.
- Sicherheit und >Wohlfahrt<. Polizei, Gesellschaft und Herrschaft im 19. und 20. Jahrhundert. Франкфурт-на-Майні 1992.
- Physische Gewalt. Studien zur Geschichte der Neuzeit. Франкфурт 1995 (з Томасом Лінденбергером).
- Was bleibt von marxistischen Perspektiven in der Geschichtsforschung? Геттінген 1997.
- Akten, Eingaben, Schaufenster: Die DDR und ihre Texte. Erkundungen zu Herrschaft und Alltag. Берлін 1997 (з Пітером Беккером).
- Die DDR im Bild. Zum Gebrauch der Fotografie im anderen deutschen Staat. Геттінген 2004 (з Карін Гартевіг).
- Нічия земля насильства. Екстремальні війни в 20 столітті. Геттінген 2006. (з Берндом Вайсбродом).
- Staats-Gewalt: Ausnahmezustand und Sicherheitsregimes. Історична перспектива. Геттінген 2008 (з Майклом Вільдтом).
- Повсякденне життя в масовій диктатурі: змова та ухилення. Палгрейв 2016.